# Occlestone
Occlestone var en civil parish från 1866 till 1892 då den blev en del av Wimboldsley, i grevskapet Cheshire, i England. Civil parish var belägen 11 km från Northwich och hade 101 invånare år 1881. Byn nämndes i Domedagsboken (Domesday Book) år 1086, och kallades då Aculvestune.